# بشرة زيتونية

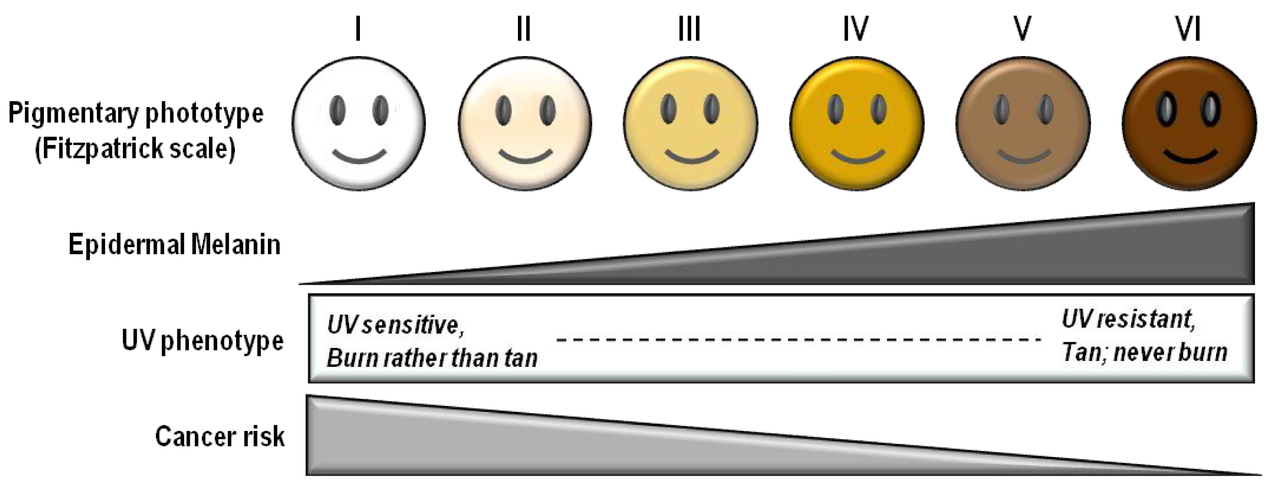
يتم اصحاب البشرة الزيتونية هم III أو IV أو V على مقياس Fitzpatrick

البشرة الزيتونية أو الجلد الويتوتي هو أحد الوان بشرة الإنسان . غالبًا ما يرتبط بالتصبغ في نطاق النوع الثالث  إلى النوع الرابع والنوع الخامس من مقياس فيتزباتريك .
يشير هذا المصطلح بشكل عام إلى الجلد البني الفاتح أو المعتدل أو الاصفر أو المدبوغ، وغالبًا ما يوصف بأنه لون بشرة يتراوح بين الاصفر أو الاخضر أو الذهبي .
يمكن أن تصبح البشرة الزيتونية أكثر شحوبًا في بعض الأحيان إذا كان تعرضهم لأشعة الشمس محدودًا. البشرة الزيتونية الفاتحة تسمر بسهولة أكبر من البشرة الفاتحة ، وعمومًا تحتفظ بدرجات من اللون الأصفر أو الأخضر البارز.

## الانتشار
النوع الثالث منتشر بين بعض السكان من أجزاء من البحر الأبيض المتوسط شمال أفريقيا وآسيا وأمريكا اللاتينية . يتراوح لون البشرة من الاصفر إلى الزيتوني الداكن. يحترق هذا النوع من الجلد أحيانًا ويسمر بشكل معتدل تدريجيًا، ولكنه دائمًا يحترق.
النوع الرابع متكرر بين السكان من البحر الأبيض المتوسط ، وكذلك أجزاء من آسيا وأمريكا اللاتينية. يتراوح لونه من الزيتوني البني أو الغامق  إلى درجات لون البشرة المتوسطة المعتدلة. نادرًا ما يحترق هذا النوع من البشرة بسهولة .
النوع الخامس شائع بين السكان من الشرق الأوسط ،  أجزاء من البحر الأبيض المتوسط،  أجزاء من إفريقيا ،  أمريكا اللاتينية، وشبه القارة الهندية . وهو يتراوح بين الزيتوني  إلى درجات لون البشرة الشرق أوسطية. نادرًا ما يحترق هذا النوع من البشرة بسهولة.